# Thus Spoke Kishibe Rohan
Thus Spoke Kishibe Rohan (с англ. — «Так говорил Кисибэ Рохан»), в Японии известна как Kishibe Rohan wa Ugokanai (яп. 岸辺露伴は動かない Кисибэ Рохан ва угоканай, «Недвижимый Рохан Кисибэ») — серия ваншотов манги, созданная Хирохико Араки. Является спин-оффом франшизы JoJo’s Bizarre Adventure, где главным героем выступает Рохан Кисибэ, один из второстепенных персонажей четвёртой части JoJo Diamond Is Unbreakable, вымышленный мангака, путешествующий по всему миру, чтобы изучать истории людей.
Манга публиковалась издательством Shueisha начиная с серии Episode 16: At a Confessional в 1997 году, опубликованной журналом Weekly Shōnen Jump; следующие серии затем появлялись в журналах Jump Square, Shōnen Jump+ и Bessatsu Margaret. Изначально, по задумке Араки, манга должна была стать полноценной и самостоятельной. Первый том с четырьмя сериями вышел в 2013 году, занял 68 место в списке манги-бестселлера в Японии, а также получил тёплые отзывы критиков. Также по мотивам манги студией David Production с 2017 по 2020 год выпускалась OVA-адаптация. Адаптация в виде телесериала была выпущена на телеканале NHK General TV в декабре 2020 года.

## Сюжет
Главным героем истории становится Рохан Кисибэ, один из второстепенных персонажей Diamond Is Unbreakable, четвёртой части манги JoJo. Он является мангакой и для достижения большего реализма в своих работах путешествует по всему миру и вдохновляется жизнями людей. В этом ему также помогают способности его стенда по имени Heaven’s Door, с помощью которого Рохан способен временно превращать цель в «живую автобиографию», чтобы прочитать его историю, предпочтения и страхи.

## Серии
| 1 | Episode 16: At a Confessional «Эписоːдо дзю:року Дзангэ-сицу» (エピソード16:懺悔室)                                                                                              | Weekly Shōnen Jump | 7 июля 1997 года      | [ 3 ] |
| Рохан после основных событий манги Diamond Is Unbreakable отправился в поисках новых впечатлений в Венецию. Он решает посидеть в каморке для молитвы местного храма, но в каморку также входит местный и, думая, что Рохан — священник, решает ему исповедаться: он рассказывает, как в молодости отказал умирающему бомжу в еде и даже заставил работать до смерти. Его дух возжелал мести и пообещал разрушить жизнь незнакомца... | |                    |                       |       |
| 2 | Episode 2: Mutsu-kabe Hill «Эписоːдо ни Муцукабэдзака» (エピソード2:六壁坂) | Jump Square        | январь 2008 года      | [ 4 ] |
| Рохан Кисибэ разорился после того, как купил горы, на которых хотели строить автомагистраль, после чего цена на землю упала. Он рассказывает молодому мангаке Кагамору Минори легенду о том, как студентка по имени Наоко из богатого клана должна была выйти замуж по договорённости, но тайно встречалась со своим любовником Гумпэем. Во время одной из их встреч в усадьбу внезапно приехали родители и законный жених, и в панике, что их раскроют, девушка нечаянно убила любовника и спрятала его тело на чердаке, с тех пор из тела каждый день выходило очень много крови, а тело Гумпэя не разлагалось. Сама же Наоко вышла замуж и родила двух детей, продолжая тайно избавляться от крови возлюбленного. Позже Рохан сам решил отправиться к поместью, чтобы лично увидеть одержимый труп.                                                | |                    |                       |       |
| 3 | Episode 5: Millionaire Village «Эписоːдо го Фуго̠-мура» (エピソード5:富豪村) | Weekly Shōnen Jump | 22 ноября 2012 года   | [ 3 ] |
| Кёка Идзуми, редактор журнала, предлагает Рохану купить особняк в таинственной и изолированной деревне миллиардеров посреди гор всего за 3 миллиона иен. Важным условием для покупки там участка является строгое соблюдение правил этикета. Однако герои не подозревают, что бог Горы, защищающий деревню, забирает что-то важное за нарушение одного правила этикета. Так, Кёка, нарушив этикет три раза, теряет жениха и мать, жизни которых безвременно обрываются. Рохан понимает, что попал в ловушку. | |                    |                       |       |
| 4 | Episode 6: Poaching Seashore «Эписоːдо року Мицуруё Кайган» (エピソード6:密漁海岸)                                                                                               | Weekly Shōnen Jump | 28 октября 2013 года  | [ 3 ] |
| Тонио Труссарди, владелец итальянского ресторана в Морио, просит Рохана помочь ему добыть на берегу рядом с Морио уникальных вид морских ушек, которые водятся только в здешних краях и ценятся столь высоко, что их невозможно даже купить на рынке, а берега круглосуточно охраняются охраной. Тонио мечтает приготовить из них своё лучшее в карьере блюдо. Рохан соглашается в обмен на возможность попробовать блюдо. | |                    |                       |       |
| 5 | Mochizuki Family Moon Viewing: Thus Spoke Kishibe Rohan Episode 4 «Мотидзуки-кэ но оцукими Кисибэ Рохан ва угоканай Эписоːдо ён» (望月家のお月見 岸辺露伴は動かない エピソード4) | Shōnen Jump+       | 22 сентября 2014 года | [ 5 ] |
| 6 | Episode 7: Monday, Sunshower «Эписоːдо нана: Гэцуёби — Тэнкиамэ» (エピソード7 月曜日-天気雨)                                                                                     | Jump Square        | 4 декабря 2015 года   | [ 6 ] |
| 7 | Episode 9: D.N.A «Эписоːдо кю: D.N.A» (エピソード#9 D・N・A) | Bessatsu Margaret  | 12 августа 2017 года  | [ 7 ] |
| 8 | Episode 10: The Run «Эписоːдо дзю: Дза ран» (エピソード#10 ザ・ラン) | Weekly Shōnen Jump | 26 февраля 2018 года  | [ 8 ] |
| Красивому юноше Ёме Хасимото предлагают стать моделью. Его дела идут успешно, а Ёма влюбляется в себя и становится одержим идеей приобрести ещё более совершенное тело. Для этого он постоянно ходит в спортзал. Там он встречает Рохана Кисибэ и предлагает соревноваться, однако поединок оканчивается ничьей. Это сильно бьёт по самодовольству Ёмы, который намерен бросить реванш. Тем временем его выгоняет из дома его подруга Мика за то, что он открыто воровал деньги на спортивное оборудование. Рохан и Ёма снова встречаются в спортзале, и Кисибэ с помощью силы стенда узнаёт, что Ёма начал убивать вставших у него на пути людей, в том числе и Мику. Рохан же был следующим в его списке. Также герой обнаруживает, что Ёма оказался одержим богом Гермесом. Единственный путь выжить для Рохана — победить в соревновании по бегу. | |                    |                       |       |

## Создание и выпуск
Манга Thus Spoke Kishibe Rohan создавалась Хирохико Араки в эпизодическом формате. Первая серия — Episode 16: At a Confessional была опубликованная издательством Shueisha в журнале Weekly Shōnen Jump 7 июля 1997 года, в выпуске #30. Изначально издание попросило Араки создать полноценную и независимую мангу от вселенной JoJo’s Bizarre Adventure, однако Араки нашёл слишком заманчивым работать над данным проектом, так как ему пришлось бы делать это в ущерб развитию основной франшизы. Новые серии манги публиковались в других журналах издательства Shueisha — Weekly Shōnen Jump, Jump Square, Shōnen Jump+ и Bessatsu Margaret. Серия манги, публикованная в веб-журнале Shōnen Jump+ под названием Mochizuki Family Moon Viewing была частью запуска линии манги и доступна для бесплатного чтения на сайте.
Первый коллекционный том с историей о Рохане под названием Under Execution Under Jailbreak и состоящий из ваншотов Араки, был опубликован в 1999 году в Японии, том включал также три других независимых ваншота. Первый же коллекционный том, полностью посвящённый серии манги и Рохану Кисибэ, под названием Thus Spoke Kishibe Rohan, был выпущен в Японии 19 ноября 2013 года. Том включал в себя 5 историй о приключениях мангаки — At a Confessional, Mutsu-kabe Hill, Millionaire Village, Poaching Seashore и независимую историю Rohan Kishibe Goes to Gucci. Коллекционный том публиковался в Италии журналом Star Comics 8 января 2015 года под названием Così parlò Rohan Kishibe, а также во Франции журналом Tonkam в апреле 2016 года.

## Восприятие и критика
Коллекционный том с его 278 268 проданными копиями занял третье место в первую неделю продаж в Японии после 81 тома Detective Conan и 7 тома Terra Formars. Через 4 недели после выпуска было продано 422 994 копий манги и ей удавалось оставаться в списке 50 томов-бестселлеров в Японии. По состоянию на май 2015 года, было продано 526 719 копий, к ноябрю — уже 553 380 копий, а том занял 68 место в списке бестселлеров.
Манга получила положительные отзывы критиков. Мария Антоньетта из MangaForever отметила, что, несмотря на короткий формат, Араки удалось передать глубину и весь спектр драматических оттенков истории, типичных для его длинных серий манги. Такато из журнала Manga-News также отметил, что автору удалось передать сущность, глубокую атмосферу и мир, как и его оригинальным произведениям, даже несмотря на то, что сюжеты про Рохана короткие и независимые; они не ощущаются как просто спин-оффы. Эркаель, другой критик журнала Manga-News, также похвалил историю, отметив, что она, несомненно, удовлетворит старых фанатов JoJo и привлечёт новых, хотя её атмосфера отлучается от основных серий франшизы прежде всего наличием элементов хоррора и высокой напряжённостью сюжета. Николай Шутов с сайта kg-portal отдельно похвалил персонажа Рохана Кисибэ, заметив, что «это невероятно спесивый и эксцентричный тип, гордо бредущий по линии, разделяющей образы засранца и героя», и наблюдать за его похождениями было интереснее, чем за главными героями Diamond Is Unbreakable.

## OVA
Студия David Production решила выпустить аниме-экранизацию манги Episode 5: Millionaire Village в формате OVA-серии. Директором выступил Тосиюки Като, ассистентом — Ясуфуми Соэдзима, дизайнером персонажей — Сюнъити Исимото, а дизайнером стендов — Кэнта Мимуро. OVA-серия доступна в качестве бонусного DVD-издания для тех, что заказал коллекцию из 13 DVD аниме-сериала по мотивам манги Diamond Is Unbreakable. В OVA-серии используется иная цветовая гамма, чем в Diamond Is Unbreakable, чтобы лучше передать атмосферу хоррора, а также там присутствуют отсылки к известным телесериалам «Сумеречная зона» (1959) и «Твин Пикс» (1990) для передачи атмосферы ностальгии. Второй эпизод OVA той же студии и сотрудников, адаптированный Episode 2: Mutsu-kabe Hill, был выпущен на DVD 19 июля 2018 года в комплекте с предзаказами ограниченного тиража второго тома манги. Сингл, содержащий начальную и заключительную темы, был выпущен в тот же день, что и второй эпизод OVA. Два новых эпизода OVA Episode 16: At a Confessional и Episode 9: The Run, были показаны в кинотеатрах в девяти городах Японии, начиная с 8 декабря 2019 года, и были выпущены на DVD и Blu-Ray в 25 марта 2020.
На фестивале аниме Netflix в конце октября 2020 года компания приобрела права на потоковую трансляцию OVA для выпуска в 2021 году. В январе 2021 года Netflix объявил, что премьера состоится 18 февраля.

## Телесериал
Две истории из манги (Millionaire Village и DNA) и одна история из сборника рассказов получили адаптацию. Сериал транслировался на NHK General TV и NHK BS4K 28, 29 и 30 декабря с 10: 00 до 10:49 вечера в Японии. 8 августа 2021 года телеканал NHK объявил, что у сериала будут три новых эпизода, которые выйдут в эфир в декабре 2021 года.

### Комментарии
1. ↑  «Стенды» — воплощение духовной силы людей во вселенной JoJo’s Bizarre Adventure, имеющие, как правило, облик человекоподобных духов, обладающих различными сверхспособностями.

- «Mochizuki Family Moon Viewing: Thus Spoke Kishibe Rohan Episode 4»
- Официальный сайт OVA